# Jamin Olivencia
Jamin Olivencia (Buffalo, 7 agosto 1985) è un wrestler statunitense, attualmente sotto contratto con la Ohio Valley Wrestling.

## Carriera

### Ohio Valley Wrestling (2007 - presente)

#### Debutto e Television Champion (2005-2013)
Olivencia venne allenato da Rip Rogers e debuttò nel 2003. Successivamente passò alla OVW, federazione nella quale vinse gli OVW Southern Tag Team Championship insieme a TJ Dalton sconfiggendo i James Boys. Persero i titoli il 24 agosto 2007 contro gli stessi James Boyz. Dopo questa sconfitta, Olivencia rimase inattivo per un paio di mesi, per poi tornare il 7 novembre 2007, combattendo in un match di coppia insieme ad Ace Steel contro Evan Bourne e Seth Skyfire. Successivamente, i due vennero sconfitti da Antoni Polaski e Vladimir Kozlov. Verso inizio 2008, Olivencia combatté solo in match di coppia. Il 20 febbraio 2008, Jamin Olivencia sconfisse James Curtis conquistando l'OVW Television Championship per la prima volta. Perse il titolo il 12 marzo, per mano di Joey Matthews. Il 15 ottobre 2008, Olivencia riconquistò il titolo per forfait del campione Rudy Switchblade ma lo perse la stessa sera contro Igotta Brewski. Il 14 maggio 2011, sconfisse Mohamad Ali Vaez conquistando per la sesta volta il Television Title. Lo perse il 25 dello stesso mese contro Rudy Switchblade.

#### OVW Heavyweight Champion e Tag Team Champion (2013–2014)
Dopo aver schienato Doug Williams in un match non titolato, Olivencia venne nominato primo sfidante all'Heavyweight Title e sconfisse Williams il 10 aprile, diventando un OVW Triple Crown Champion, in quanto aveva conquistato tutti i titoli della federazione. Il suo diventò il regno più longevo, superando quello di Rip Rogers di 193 giorni, arrivando a 241, poi il titolo venne reso vacante il 3 dicembre. Il 25 dello stesso mese, Olivencia venne sconfitto da Marcus Anthony per la riassegnazione della cintura vacante. Sebbene il 10 maggio 2014 fosse riuscito a riconquistarla, il 5 luglio dello stesso anno la perse nuovamente contro Anthony. Contemporaneamente, Olivencia e Chris Silvio conquistarono gli OVW Southern Tag Team Championship.
Il 20 settembre 2013 combatte in WWE contro Ryback ma viene sconfitto in meno di 2 minuti.

## Personaggio

### Mosse finali
- O Drop (Jumping Guillotine DDT)
- Moonsault arm drag

## Titoli e riconoscimenti
Empire State Wrestling
- ESW Tag Team Championship (1 - con R-Haz)

Ohio Valley Wrestling
- OVW Heavyweight Championship (3)
- OVW Television Championship (8) record regni
- OVW Southern Tag Team Championship (2 - 1 con TJ Dalton - 1 con Chris Silvio)

Pro Wrestling Illustrated
- 142º nella classifica dei 500 migliori wrestler nella PWI 500 (2013)